# Stigmella eurydesma
Stigmella eurydesma là một loài bướm đêm thuộc họ Nepticulidae. Nó được miêu tả bởi Meyrick năm 1915. Nó được tìm thấy ở British Guyana.